# سيمون غيلبرت
سيمون غيلبرت (بالإنجليزية: Simon Gilbert)‏ هو طبال بريطاني، ولد في 23 مايو 1965 في Tiddington, Warwickshire ‏ في المملكة المتحدة.

## وصلات خارجية
- سيمون غيلبرت على موقع IMDb (الإنجليزية)
- سيمون غيلبرت على موقع ميوزك برينز (الإنجليزية)
- سيمون غيلبرت على موقع ديسكوغز (الإنجليزية)